# Filippo Cipriano
Filippo Cipriano (Firenze, 1975) è un manager, autore televisivo e regista italiano.

## Biografia
A 20 anni vince il concorso cine-televisivo nazionale "Viaggio infinito" per il format della trasmissione "Arcana" e diventa pubblicista.
Notato nel 1995 da Mediaset per alcuni suoi lavori in digitale, beta e pellicola ("Marmellata" e "Senza Idee") approda a Rete 4 in qualità di autore nella trasmissione "Chi c'è c'è" di Silvana Giacobini.
Da lì partecipa in qualità di autore e di regista a molte trasmissioni televisive fra cui Passaparola, Target, Attenti a quei due - La sfida, Sbarre, Invincibili, Ziggie, Cash Taxi, Sei più bravo di un ragazzino di 5ª?, Link, Appuntamento con la Storia, Il migliore, Divieto d'Entrata, Nessuno è Perfetto,  Il Piattoforte, 1 contro 100, Ti ci porto io, Si può fare!, Ci pensa Rocco, Senza parole.
In pubblicità ha firmato come regista le campagne de  La Settimana Enigmistica, Citroën, Corriere della Sera, Profumo Ferrari.
Ha esordito come regista al cinema con il thriller Still Life, sceneggiato dallo scrittore vicentino Vitaliano Trevisan, per poi dirigere Anna Valle e Remo Girone in una commedia nera e grottesca ambientata nella campagna veneta, MissTake.
Dal 2013 è il fondatore e CEO di "Nonpanic", società del Gruppo Banijay ed è direttore artistico e creativo di "Ambra Banijay", società internazionale di format e produzioni televisive di Marco Bassetti, per la quale assume il ruolo di managing director da marzo 2015.

## Filmografia

### Regista
- Still Life (2007)
- MissTake (2008)